# ファビアナ・センプリボーン
ファビアナ・センプリボーン（Fabiana Semprebom, 1984年5月26日 - ）は、ブラジル、パラナ州・ロンドリーナ出身のファッションモデル。

## 来歴
パラナ州・ロンドリーナで、父親はブラジル人と母親はイタリア系アメリカ人の間にて生まれる。アルゼンチン人のテニス・プレイヤーであるギリェルモ・カナスと婚約している。
彼女はサンパウロのあるショッピングセンターで買い物をしていた時にスカウトされる。
2010年、ヴィクトリアズ・シークレットの舞台を歩いた。